# 小和尚
《小和尚》是台灣漫畫家賴有賢的漫畫作品，在台湾、香港、韩国、新加坡同步推出，於東立出版社《寶島少年》连载7年，總計331回，單行本有28本。劇情集冒險、友情、热血為一體。

## 故事概要
清蒸寺的小和尚 - 一圓，某日在師傅告知世界面臨危機的情況下，踏上尋找傳說中的守護神 - 十二聖獸的道路。

## 登場人物

### 主角
一圓 
本作雙主角之一，清蒸寺住持的二弟子，也是魔王勾索欲尋找的小和尚。個性樂天善良，身負打倒勾索的天命而尋找十二聖獸當夥伴。
招式：開啟地煞之術、定心真言、無相禪定
 馬小樂 
本作雙主角之一，後期的第一男主角，十二聖獸之一的『靈猴』。初登場時為亞東高中著名小混混，被一圓喚醒聖獸因子後開始跟隨一圓擊敗各個勾所派出的妖魔，隨著時間轉移從初期玩世不恭的小混混蛻變成能為人著想的男子漢，本與羚羊黎姍姍有一段情緣，但是隨著魔羯妖星白威的出現加上黎姍姍因對抗勾索過度使用夢幻之星的能力導致喪失記憶而使得兩人感情陷入波折。故事最後與狂龍蘇洛、幽蛇辛明、電鼠王小兵、幻雞嘉嘉、月兔田小麗一齊封印勾索死穴而與勾索同歸於盡。
聖獸兵器：金箍棒
招式：七十二變、瞬間移動、大聖神拳、最強左手、封魔金箍棒、一棒定乾坤、獅吼金箍

### 十二聖獸
(電鼠) 王小兵 
聖獸兵器：雷電
招式：紅色閃電
 (精牛) 牛大春 
聖獸兵器：地牛
 (惡虎) 李森 
聖獸兵器：影虎
招式：嘯聲震野、虎爪、烈虎狂奔
 (月兔) 田小麗 
 (狂龍) 蘇洛 
聖獸兵器：龍神•龍形刀
招式：天劍•射手天箭、太虛之氣、太極龍、火龍爪、天體變化•日月運行、龍神現形•氣貫山河
 (幽蛇) 辛明 
聖獸兵器：毒牙
招式：寒冰蛇矛、毒蛇出洞、血流蛇、玄武蛇矛
 (瘋馬) 高大光 
 (羚羊) 黎珊珊 
聖獸兵器：夢幻之星
 (靈猴) 馬小樂 
 (幻雞) 嘉嘉 
 (賤狗) 菲哥 
 (劍豬) 朱七 

### 魔宮
勾索 
本作的最終BOSS

### 十二妖星
獅子尼米亞
十二妖星之首。
雙魚維納斯
雙魚妖星。
魔羯白威
水瓶甘尼美德
雙子洛斯
天秤麥斯
射手蘇洛
金牛亥莎
牡羊阿夢
牡羊妖星，本作第三女主角，喜歡馬小樂。
天蠍克特
巨蟹鈍哥
處女伊利岡
黑豹軍團